# Vrakúň
Vrakúň (Hongaars: Csallóköznyék) is een Slowaakse gemeente in de regio Trnava, en maakt deel uit van het district Dunajská Streda.
Vrakúň telt 2.611 inwoners.